# Elaine Dagg-Jackson
Elaine Dagg-Jackson (* 23. Mai 1955 in Vancouver) ist eine kanadische Curlerin und Curlingtrainerin. 
Ihr internationales Debüt hatte Dagg-Jackson bei der Weltmeisterschaft 1991 in Winnipeg, wo sie die Silbermedaille gewann. 
Dagg-Jackson spielte als Second der kanadischen Mannschaft bei den XVI. Olympischen Winterspielen 1992 in Albertville im Curling. Die Mannschaft von Skip Julie Sutton gewann die olympische Bronzemedaille nach einem 9:3-Sieg im Spiel um den 3. Platz gegen Dänemark um Skip Helena Blach. Da Curling damals noch eine Demonstrationssportart war, besitzt die Medaille aber keinen offiziellen Status.
Schon während ihrer aktiven Karriere engagierte sich Dagg-Jackson gemeinsam mit ihrem Ehemann als Jugendtrainer im Curling. Seit dem Karriereende arbeitet sie hauptberuflich als Curlingtrainerin. Als Nationaltrainerin von Kanada, Japan und Südkorea nahm sie an insgesamt 16 Weltmeisterschaften und drei Olympischen Spielen teil.
Elaine Dagg-Jackson ist verheiratet und hat zwei Kinder, einen Sohn und eine Tochter.

## Erfolge
- 2. Platz Weltmeisterschaft 1991
- 3. Platz Olympische Winterspiele 1992 (Demonstrationswettbewerb)